# NGC 1428
NGC 1428 is een elliptisch sterrenstelsel in het sterrenbeeld Oven. Het hemelobject werd op 19 januari 1865 ontdekt door Johann Friedrich Julius Schmidt (1825-1884).

## Synoniemen
- PGC 13611
- ESO 358-53
- MCG -6-9-22
- FCC 277